# Edwyn Roberts
Edwyn Clark Roberts (Cremona, 26 novembre 1992) è un cantautore, compositore e paroliere italiano.

## Biografia
Nato da genitori argentini, dopo aver intrapreso gli studi musicali, nel 2013 entra a far parte della scuola di Amici di Maria De Filippi, classificandosi al quinto posto nella fase serale. Dopo l'esperienza nel talent, incontra il cantautore Niccolò Agliardi con cui inizia a collaborare come compositore ed autore. Successivamente firma un contratto con Edizioni Curci.
Nel 2013, prova ad accedere al Festival di Sanremo nella categoria Nuove Proposte, con il brano Però, buonanotte, arrivando tra i 60 finalisti. L'anno dopo inizia la sua carriera da autore, firmando la composizione di alcuni brani della colonna sonora della serie televisiva Braccialetti rossi, in onda su Rai 1.
Nel 2015 co-scrive Senza fare sul serio, brano con cui Malika Ayane conquista il triplo disco di platino. Sempre nel 2015 scrive, con Niccolò Agliardi e Laura Pausini, il singolo Simili.
Nel dicembre del 2016 la versione spagnola del brano, Similares, dopo essere entrata nelle classifiche di diversi Paesi, riceve la candidatura ai Grammy Awards 2017 nella categoria Miglior album latin pop dell'anno. In seguito inizia una nuova collaborazione con l'autore Stefano Marletta, che lo porterà ad esordire in coppia come coautori con la pubblicazione di Girotondo, album di Giusy Ferreri e di tre brani contenuti nell'album Nessun posto è casa mia di Chiara Galiazzo, prodotto e diretto da Mauro Pagani.
Sempre nel 2017 vengono pubblicati i brani Combinazioni, inserito nel disco Il secondo cuore di Paola Turci, e Ho cambiato i piani, singolo di Arisa, inserito nella colonna sonora del film Nove lune e mezzo.
Nel 2018 è co-autore dei singoli Non è detto e Frasi a metà, di Laura Pausini e, sempre nello stesso anno, co-scrive il brano Ti dichiaro amore, per Eros Ramazzotti, contenuto nell'album Vita ce n'è. Il 18 maggio dello stesso anno esce 2 minuti di calma, singolo d'esordio di Roberts. Il 21 luglio si esibisce in apertura del concerto di Laura Pausini al Circo Massimo di Roma. Nello stesso anno partecipa alla scrittura della colonna sonora di Dimmi di te, programma TV di Niccolò Agliardi andato in onda su Rai1.
Il 10 agosto 2018 esce il singolo L'amore è un'idea, che anticipa il suo album d'inediti.
Nel 2019 scrive insieme a Stefano Marletta e Luca Chiaravalli, L'ultimo ostacolo, presentato al Festival di Sanremo da Paola Turci. Il brano si classifica al 16º posto della sezione Campioni. Sempre nello stesso anno, firma insieme a Niccolò Agliardi il brano Vale la pena di Arisa, contenuto nell'album Una nuova Rosalba in città e co-scrive insieme a Paolo Antonacci e Michele Zocca il brano Oltre di Francesco Renga, contenuto nel suo ultimo album L'altra metà.
Intorno allo stesso periodo ha collaborato con il cantautore Diodato alla stesura della parte musicale del brano Fai rumore, presentato al Festival di Sanremo 2020 dallo stesso Diodato, risultato vincitore della manifestazione.
Nel 2022 collabora con il cantautore milanese Dargen D'Amico alla stesura del testo del brano Dove si balla, presentato al Festival di Sanremo 2022.
Nel 2024 torna al Festival di Sanremo in qualità di autore dei brani Onda alta di Dargen D'Amico, Capolavoro de Il Volo e Ma non tutta la vita dei Ricchi e Poveri. L'anno seguente ha co-composto il brano Tutta l'Italia di Gabry Ponte, canzone il cui jingle è stato quello ufficiale della 75ª edizione del Festival di Sanremo. Il brano ha successivamente partecipato all'edizione inaugurale del San Marino Song Contest, l'evento atto a selezionare il partecipante del Titano all'Eurovision Song Contest 2025. Alla finale dell'evento, Tutta l'Italia è risultato quello col maggior numero di voti ricevuti dalla giuria d'esperti, venendo così incoronato brano vincitore e rappresentante di San Marino sul palco eurovisivo a Basilea, in Svizzera.

## Discografia

### Singoli
- 2013 – Mattia
- 2013 – Use Somebody
- 2014 – Sogni col motore
- 2018 – 2 minuti di calma
- 2018 – L'amore è un'idea

### Collaborazioni
- 2015 – Acrobati (con L'Aura e Niccolò Agliardi)
- 2016 – Tempo ipotetico (con Niccolò Agliardi)
- 2016 – La tua felicità (con Niccolò Agliardi)

## Brani musicali scritti da Edwyn Roberts
- 2015 – Senza fare sul serio per Malika Ayane
- 2015 – Il bene si avvera (ci sono anch'io) per Niccolò Agliardi e i Braccialetti rossi
- 2015 – Acrobati per Niccolò Agliardi
- 2015 – Simili per Laura Pausini
- 2016 – Tempo ipotetico per Niccolò Agliardi
- 2016 – La tua felicità per Niccolò Agliardi
- 2016 – Cartoline per Niccolò Agliardi
- 2016 – Alla fine del peggio per Niccolò Agliardi
- 2016 – Fidati per Arianna Roberts
- 2017 – Buio e luce per Chiara Galiazzo
- 2017 – Grazie di tutto per Chiara Galiazzo
- 2017 – Fermo immagine per Chiara Galiazzo
- 2017 – Girotondo per Giusy Ferreri
- 2017 – Combinazioni per Paola Turci
- 2017 – Ho cambiato i piani per Arisa
- 2017 – Finiremo per volerci bene per Marco Carta
- 2018 – Non è detto per Laura Pausini
- 2018 – Fatti sentire per Laura Pausini
- 2018 – Zona d'ombra per Laura Pausini
- 2018 – Una buona idea per Maryam Tancredi
- 2018 – Semplifica per Virginio Simonelli
- 2018 – Ti dichiaro amore per Eros Ramazzotti
- 2019 – L'ultimo ostacolo per Paola Turci
- 2019 – Vale la pena per Arisa
- 2019 – Oltre per Francesco Renga
- 2019 – Di cosa siamo capaci per Niccolò Agliardi
- 2020 – Superbowl per Elodie
- 2020 – Fai rumore per Diodato
- 2020 – Problemi con tutti (Giuda) per Fedez
- 2021 – Ostaggi per Niccolò Agliardi
- 2021 – Veleno per Guè
- 2021 – Cose Non Sane (Interlude) per Guè
- 2021 – Senza sogni (feat. Elisa) per Guè
- 2021 – Fredda, Triste, Pericolosa (feat. Franco126) per Guè
- 2022 – Dove si balla per Dargen D'Amico
- 2022 – Onde per Margherita Vicario
- 2023 – Bon Ton per Drillionaire
- 2023 – Durare per Laura Pausini
- 2023 – Però per Laura Pausini
- 2023 – Magia per Margherita Vicario
- 2024 – Capolavoro per Il Volo
- 2024 – Ma non tutta la vita per i Ricchi e Poveri
- 2024 – Onda alta per Dargen D'Amico
- 2024 – Aria! per Margherita Vicario
- 2024 – Di nuovo tu per Chiara Galiazzo
- 2024 – Il Natale degli angeli per i Ricchi e Poveri
- 2025 – Tutta l'Italia per Gabry Ponte